# Leny Yoro
Leny Olivier Yoro (født 13. november 2005) er en fransk professionel fodboldspiller, som spiller som for Premier League-klubben Manchester United.

## Klubkarriere

### Lille
Yoro begyndte sin karriere hos Lille OSC, hvor han skrev sin første professionelle kontrakt i januar 2022. Han debuterede for førsteholdet den 14. maj af samme år, og i en alder af bare 16 år og 1 dag blev han hermed den næstyngste spiller hos Lille nogensinde.
Yoros gennembrud kom i 2023-24 sæsonen, hvor at han blev etableret som fast mand på holdet. Han spillede i sæsonen næstflest minuter af nogen spiller i Ligue 1, kun overgået af Rasmus Nicolaisen. Han blev ved sæsonens udgang valgt som del af sæsonens hold i ligaen.

### Manchester United
Yoro skiftede i juli 2024 til Manchester United.

## Landsholdskarriere
Yoro har repræsenteret Frankrig på flere ungdomsniveauer.